# Othon II de Brunswick-Göttingen
Pour les articles homonymes, voir Othon II.
Othon II (vers 1380 – 1463), dit « le Borgne » (der Einäugige, Cocles), est duc de Brunswick-Lunebourg et prince de Göttingen de 1394 à sa mort.
Il est le fils et successeur d'Othon Ier « le Mauvais ». Il épouse vers 1408 Agnès, fille du landgrave Hermann II de Hesse, qui lui donne deux filles : Élisabeth (morte jeune) et Marguerite. Comme il ne laisse pas de fils pour lui succéder, à sa mort, la principauté de Göttingen revient à son cousin Guillaume Ier de Brunswick-Wolfenbüttel.